# Oettingen-Wallersteinové

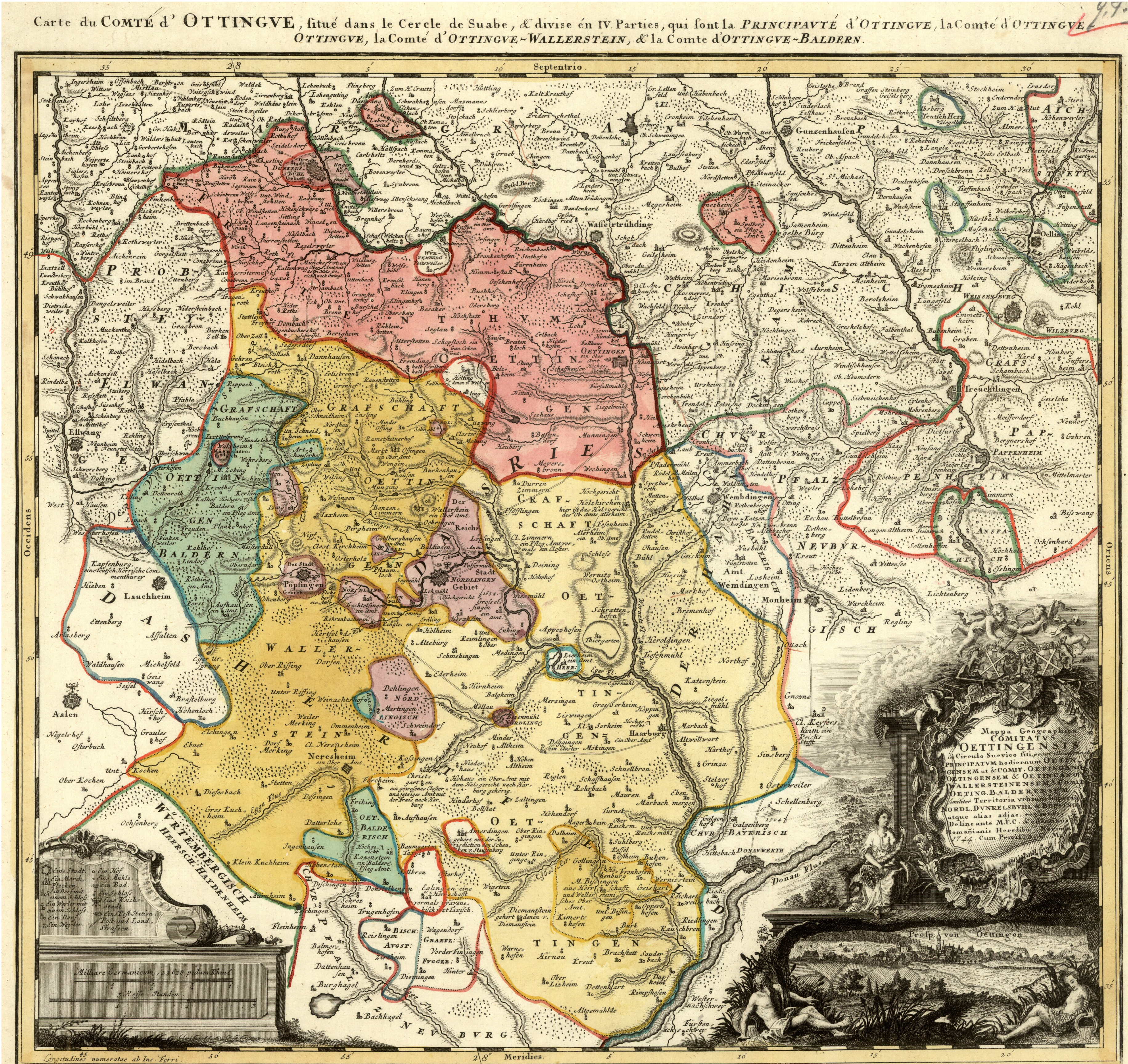
Mapa z roku 1744 znázorňující panství Oettingen (barevný) a Oettingen-Wallerstein na středozápadě (oranžovo-žlutý)

Oettingen-Wallerstein je jméno šlechtického rodu s původem v bývalém hrabství v dnešní východní části Bádenska-Württemberska a západního Bavorska. Druhou dříve panovnickou větví rodiny Oettingenů jsou Oettingen-Spielbergové.

## Dějiny rodu
Rod Oettingenů je poprvé zmíněn v roce 1147, kdy jistý Ludovicus comes de Otingen, příbuzný císařského rodu Hohentaufen, kterému bylo v léno uděleno hrabství obklopující říšské město Nördlingen.
Území Oettingen-Wallersteinu bylo vytvořen dvakrát. Nejprve v roce 1423 rozdělením Oettingenu (dnešní Oettingen in Bayern), který zanikl v roce 1486 a připadl Oettingen-Oettingenu a podruhé v roce 1557 při dělení Oettingen-Oettingenu.
V roce 1602 došlo k dalšímu rozdělení Oettingen-Oettingen na vlastní území a Oettingen-Spielberg. Ten byl roku 1774 povýšen na knížectví, v roce 1806 mediatizován k Bavorskému království a v roce 1810 bylo sdílené s Württemberským královstvím. V této době mělo území knížectví rozlohu 850 km² a 60 000 obyvatel.

## Hrabata z Oettingen-Wallersteinu (1423–1486)
- Bedřich III., hrabě z Oettingenu († 1423)
  - Vilém I., hrabě z Oettingen-Oettingenu († 1467)
    -  Wolfgang I., hrabě z Oettingenu (1455-1522)
      -  Ludvík XV., hrabě z Oettingenu (1486-1557), jeho synové Ludvík XVI., Wolfgang II., a Bedřich VIII. (níže)

  -  Jan I. Veliký, hrabětem v letech 1423–1449 (asi 1415-1449)
    -  Ludvík XIII., hrabětem v letech 1449–1486 (asi 1440-1486)

Vyhaslá linie. Přešla na Oettingen-Oettingeny

## Hrabata z Oettingen-Wallersteinu (1557-1774)[1]
- Bedřich VIII., hrabětem v letech 1557-1579 (1516-1579)
  -  Vilém II., hrabětem v letech 1579–1602 (1544-1602)
    -  hrabě Wolfgang III. (1573-1598)
      -  Arnošt II., hrabětem v letech 1602-1670 (1594-1670)
        - Vilém IV., hrabětem v letech 1670-1692 (1627-1692)
        - Wolfgang IV., hrabětem v letech 1692-1708 (1629-1708)
          -  František Ignác, hrabětem v letech 1708-1728 (1672-1728)

        -  hrabě Filip Karel (1640-1680)
          -  Antonín Karel, hrabětem v letech 1728–1738 (1679-1738)
            - Jan Karel Bedřich, hrabětem v letech 1738-1744 (1715–1744)
              -  Maxmilián Ignác Filip, hrabětem v letech 1744-1745 (1743–1745)

            -  Filip Karel, hrabětem v letech 1745–1766 (1722-1766)
              -  Kraft Arnošt, hrabětem v letech 1766-1774 (1748-1802), povýšen na říšského hraběte zu Oettingen-Oettingen und Oettingen-Wallerstein 14. 4. 1774

## Knížata z Oettingen-Wallersteinu (od roku 1774 suverénní,mediatizovánav roce 1806)

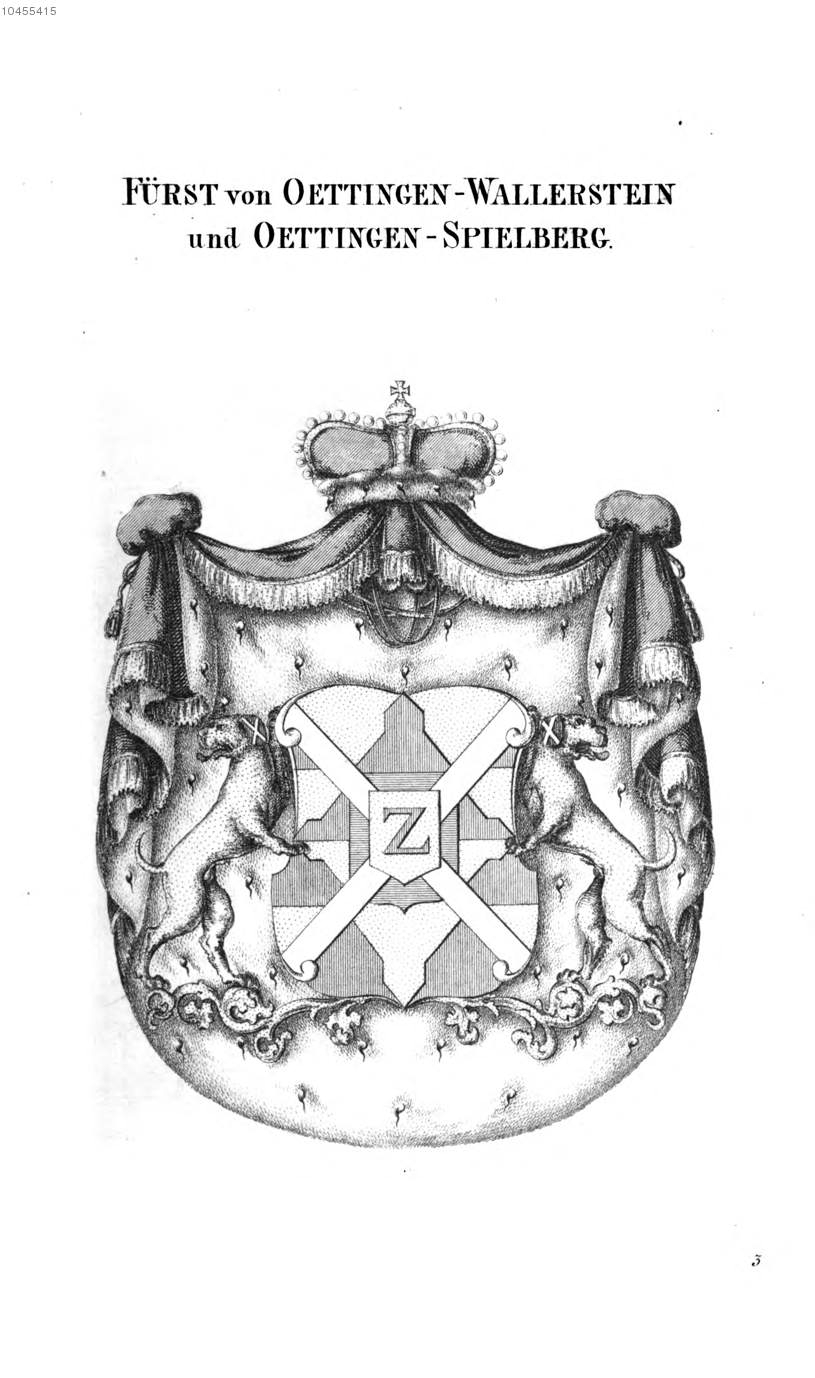
Knížecí rodový erb

- Kraft Arnošt, 1. kníže v letech 1774-1802 (1748-1802)
  - Ludvík Kraft, 2. kníže v letech 1802–1823 (1791-1870), vzdal se svých národků z důvodů morganatického sňatku
  -  Bedřich Kraft, 3. kníže v letech 1823-1842 (1793–1842)
    -  Karel Bedřich I., 4. kníže v letech 1842–1905 (1840-1905)
      - Karel Bedřich II., 5. kníže v letech 1905–1930 (1877-1930)
      -  Evžen, 6. kníže v letech 1930–1969 (1885-1969), politik
        -  Karel Bedřich III., 7. kníže v letech 1969–1991 (1917-1991)
          - Mořic, 8. kníže v letech 1991–dosud (* 1946) 
            - Karel Evžen, dědičný kníže z Oettingen-Oettingenu a Oettingen-Wallersteinu (* 1970)
              - kněžna Helena (* 1995)
              - kníže Johannes (* 1998)
              -  kníže Evžen (* 2004)

            - kníže Ludvík-Maxmilián (* 1972)
              - kníže Felix (* 2003)
              -  kníže Dominik (* 2007)

            -  kníže Bedřich-Alexandr (* 1978)

          -  kníže Kraft Arnošt (* 1951)
            - kníže Filip-Karel (* 1983)
            -  kníže Leopold-Ludvík (* 1987)

## Další členové
- Irmengard z Oettingenu, falckraběnka rýnská (asi 1304-1389)
- Alžběta z Oettingenu, lankraběnka z Leuchtenbergu (asi 1360-1406)
- Wolfgang I. z Oettingenu, hrabě z Oettingen-Oettingenu (1455-1522)
- Marie Magdalena z Oettingen-Baldernu, markraběnka báden-bádenská (1619-1688)
- Marie Dorotea Sofie z Oettingen-Oettingenu (1639-1698), druhá manželka Eberharda III. Württemberského
- kněžna Kristýna Luisa z Oettingen-Oettingenu (1671-1747), manželka Ludvíka Rudolfa Brunšvicko-Lüneburského
- Marie Anna z Oettingen-Spielbergu (1693-1729), manželka knížete Josefa Jana Adama z Lichtenštejna

## Hrady a zámky
Seznam hradů a zámků, které jsou dosud v držení knížat Oettingen-Spielbergů (zámek Oettingen) a Oettingen-Wallersteinů:

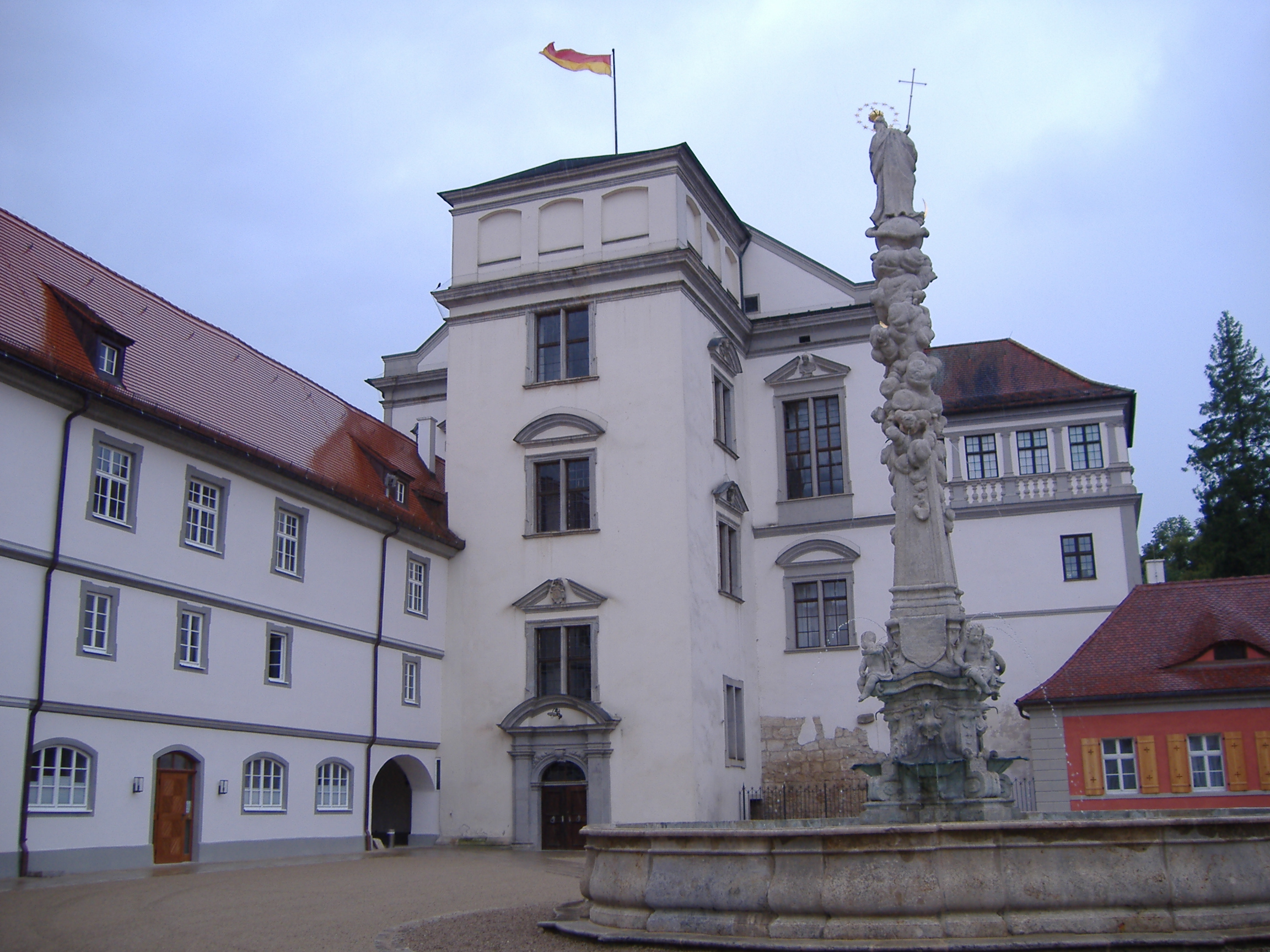
Oettingen
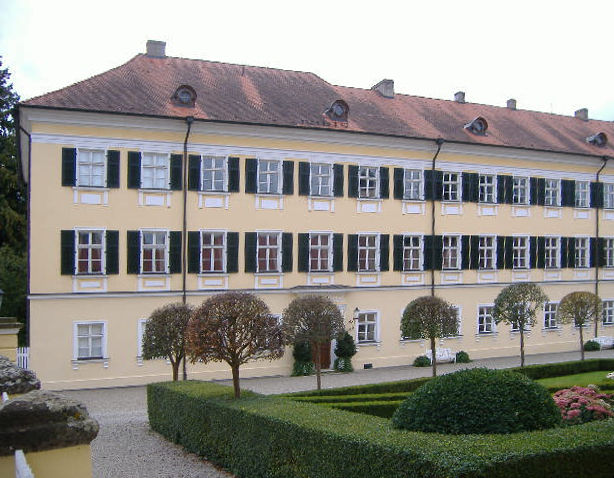
Wallerstein
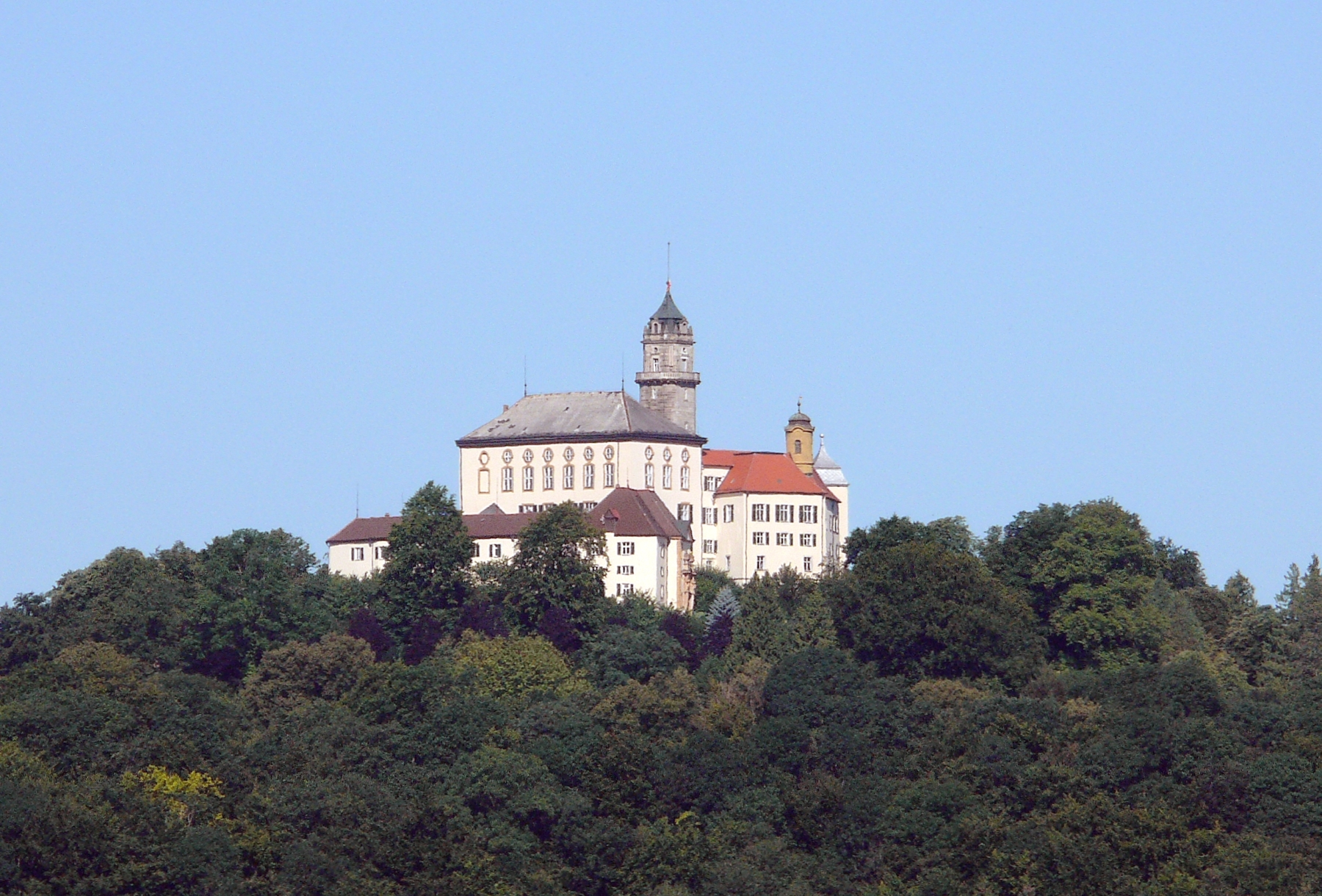
Baldern (u Bopfingenu)
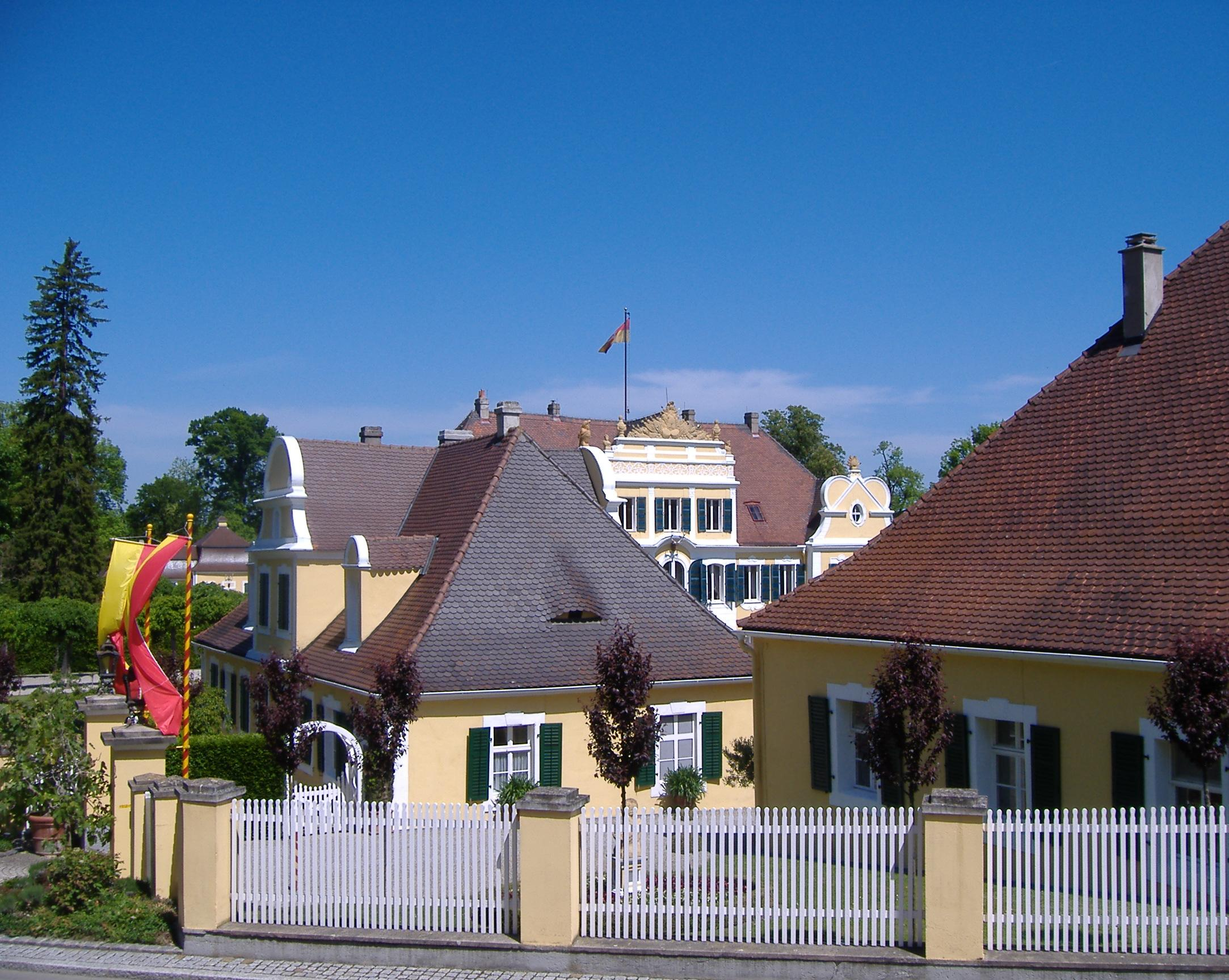
Hohenaltheim
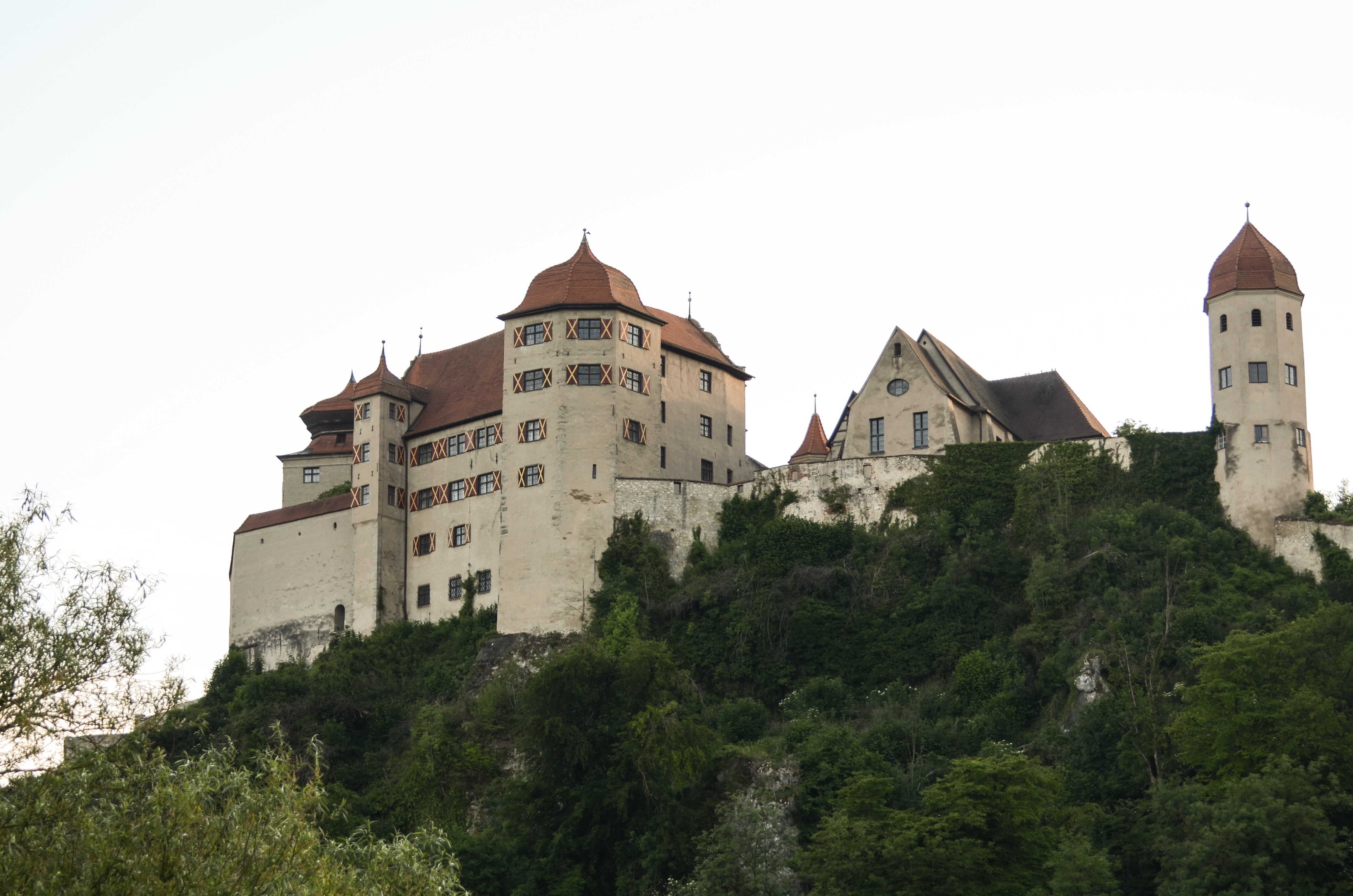
Harburg
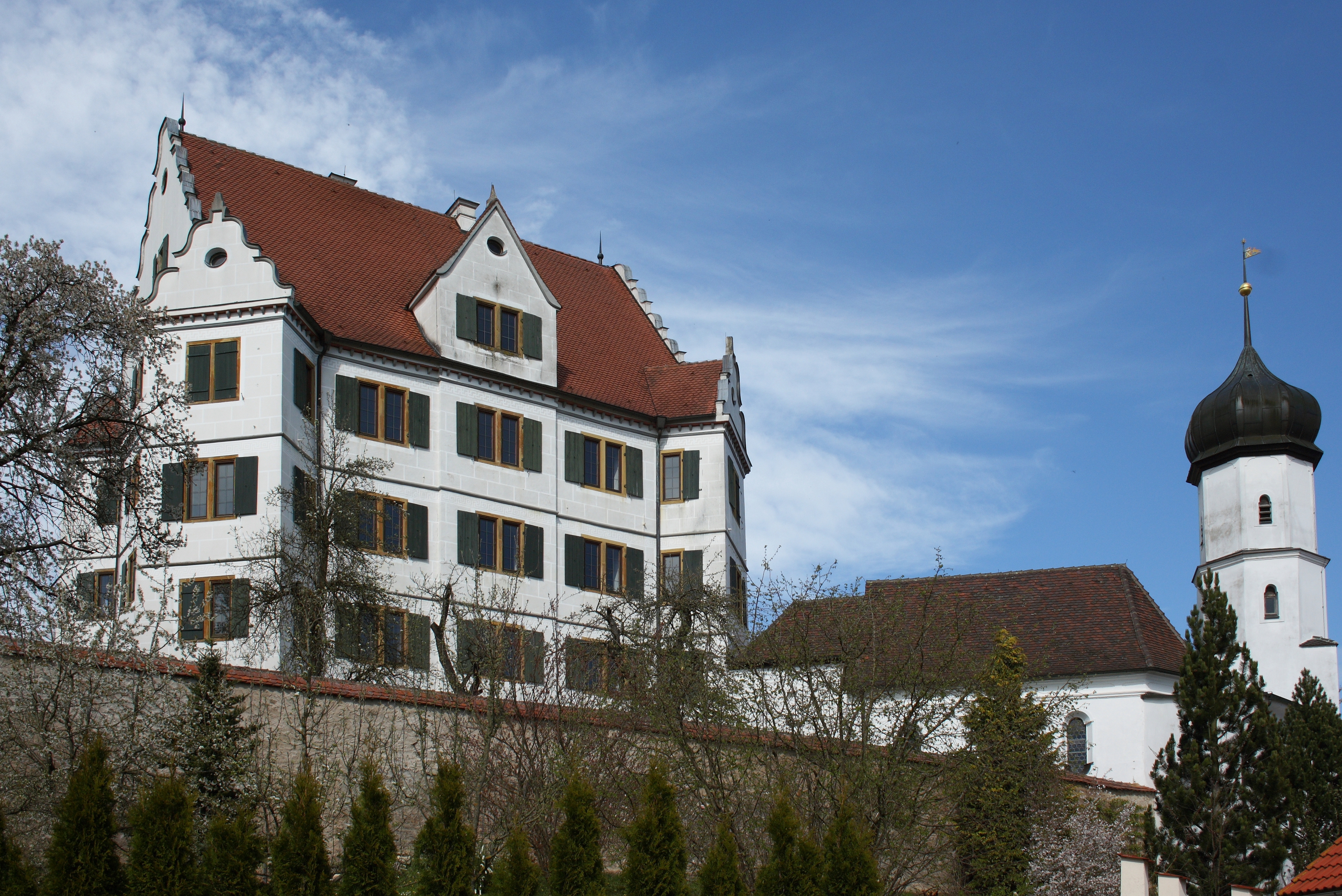
Hirschbrunn